# Haroun Tazieff

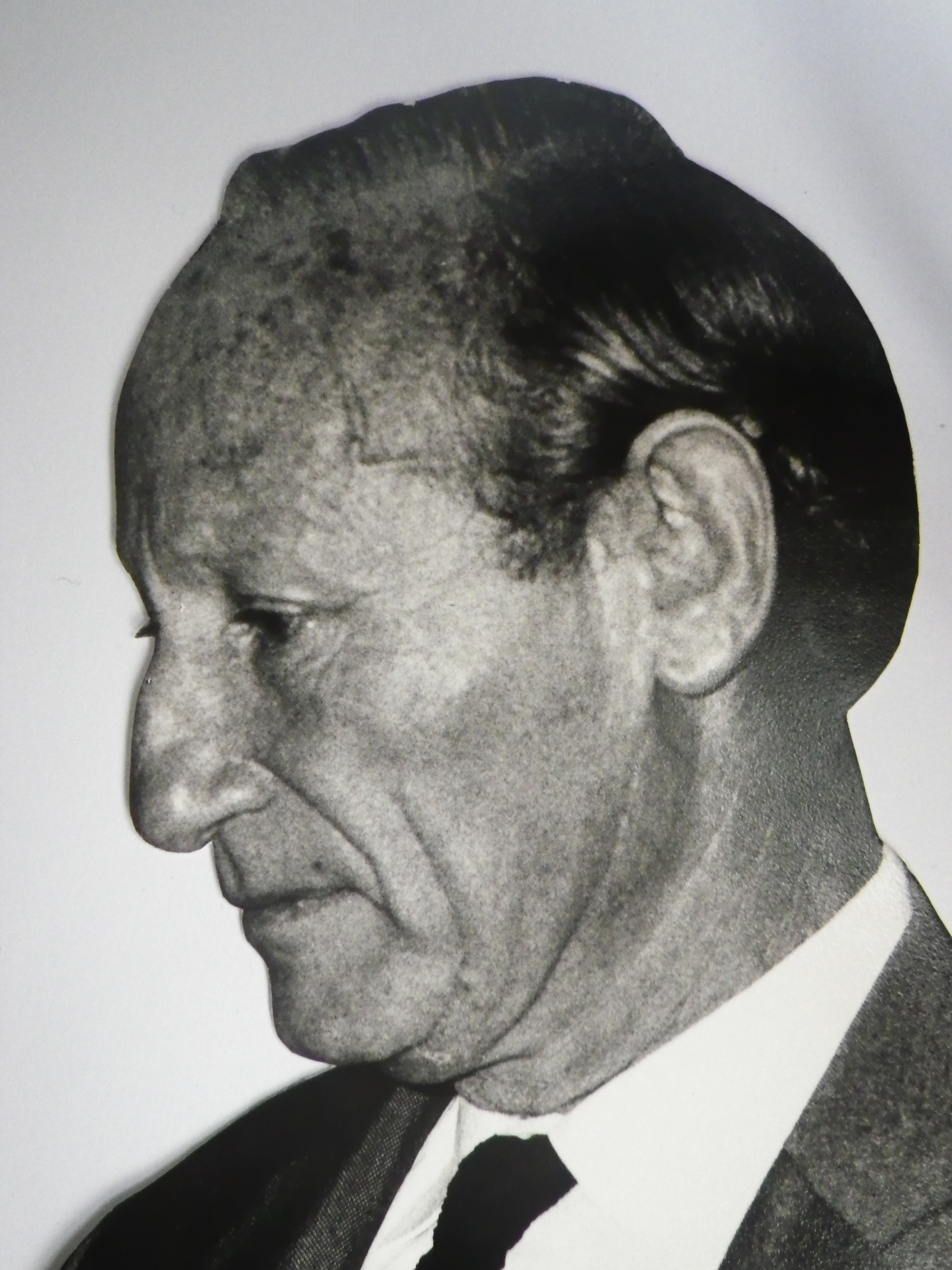
Haroun Tazieff w Saint-Denis (Reunion) w październiku 1972 r.

Haroun Tazieff (ur. 11 maja 1914 w Warszawie, zm. 2 lutego 1998 w Paryżu) – francuski geolog i wulkanolog pochodzenia polskiego.
Znany autor filmów dokumentalnych o erupcjach wulkanicznych i wypływach lawy wulkanicznej. Autor wielu książek o wulkanach.

## Życiorys
Ojciec, lekarz, był Tatarem, muzułmaninem, matka była Polką, chemikiem, doktorem nauk ścisłych oraz licencjatem nauk politycznych. Po śmierci ojca na froncie we wczesnym okresie I wojny światowej Tazieff wyemigrował z matką w 1917 do Belgii, gdzie był bezpaństwowcem, aż do 1936, kiedy przyjął obywatelstwo belgijskie. W 1938 uzyskał dyplom inżyniera agronoma w Gembloux, a w 1944 kolejny dyplom inżyniera geologa na Uniwersytecie w Liège. W 1945 objął stanowisko inżyniera w kopalni w Katandze, a następnie geologa w służbie geologicznej Konga Belgijskiego.
W 1948 udał się nad jezioro Kiwu, w Kongo, aby obserwować powstawanie nowego wulkanu, który nazwał później Kituro. Swój obóz postawił Tazieff bardzo blisko gwałtownie wybuchającego wulkanu. Chociaż zdążył zrobić szereg wspaniałych zdjęć, nie mógł pobyć tam jednak długo, ponieważ w którymś momencie płynna lawa zagroziła okrążeniem obozu. Tazieff uciekł w ostatnim momencie. Udało mu się tam powrócić po dwóch dniach, gdy wulkan trochę się uspokoił. Od tej pory Tazieff poświęcił całe swoje życie badaniom aktywnych wulkanów na całym świecie, podczas których często ryzykował swoje życie.
W pierwszych dniach sierpnia 1950 na życzenie przyjaciół brał udział w próbie zejścia na dno awenu Saint-Martin (Pireneje Wysokie), odkrytego w 1950 r. przez Georges’a Lépineux i Giuseppe Occhialiniego z zespołu Cosynsa, w celu uwiecznienia pierwszej próby eksploracji. W trakcie tej wyprawy zginął jego przyjaciel Marcel Loubens.
W 1957 został zatrudniony na Université Libre de Bruxelles, w Belgii, gdzie zorganizował Centre national de volcanologie. W 1958 został powołany na dyrektora Laboratorium Wulkanologicznego Instytutu Fizyki Ziemi w Paryżu. W ramach swojej pracy odbył szereg wypraw wulkanologicznych: Dolina Dziesięciu Tysięcy Dymów, (ang. Valley of Ten Thousand Smokes) w Alasce, Kotlina Danakilska z wulkanem Erta Ale, Nyiragongo, wulkan Erebus na Antarktydzie, Etna, wyspa Faial na Azorach, na Karaibach, Soufrière (Gwadelupa) i inne.
W 1972 podjął pracę w Centre National de la Recherche Scientifique, CNRS (pl. Krajowe Centrum Badań Naukowych) we Francji. W latach 1973–1976 prowadził służbę wulkanologiczną Instytutu Fizyki Ziemi w Paryżu, powiązanegp z CNRS. Do jego obowiązków należały obserwacje wulkanów Pelée na Martynice. Stracił tę pozycję po sprzeciwieniu się ewakuacji mieszkańców miasta Basse-Terre na Gwadelupie, zarządzonej przez jego instytutowych przełożonych, prawidłowo oceniając brak zagrożenia erupcją wulkanu Soufrière. Następnie, w 1977, podjął pracę w laboratorium wulkanologicznym Centre des faibles radioactivités na politechnice w Gif-sur-Yvette, we Francji, gdzie zajmował się przede wszystkim gazami z erupcji wulkanicznych.
W 1981 został mianowany komisarzem do spraw badań i zapobiegania katastrofom naturalnym; w latach 1984–1986 sprawował funkcję Sekretarza Stanu (secrétaire d'Etat) do spraw zapobiegania katastrofom technologicznym i naturalnym. W latach 1988–1995 był przewodniczącym Komitetu ds. zagrożeń wulkanicznych.
Tazieff pochowany został na Cmentarzu Passy, w paryskiej XVI dzielnicy Passy.